# 加藤栄三・東一記念美術館
加藤栄三・東一記念美術館（かとうえいぞう・とういちきねんびじゅつかん、Kato Eizo･Toichi Memorial Art Museum）は、岐阜公園内にある岐阜市歴史博物館分館の美術館である。

## 概要
1991年（平成3年）5月11日に財団法人により開館。1994年（平成6年）に岐阜市に移管され、歴史博物館の分館となった。
岐阜市出身の画家、加藤栄三・東一兄弟の偉業を讃え、創建された美術館で、両画伯の作品を多く収蔵している。地域の美術の普及、文化の振興の役割も果たしている。建物は漆喰の白壁と平板瓦の屋根が特徴的で、金華山の緑とよく調和している。
博物館法上の博物館（登録博物館）である（岐阜市歴史博物館の分館として）。

## 施設
- 構造：鉄筋コンクリート平屋建（土蔵造風）
- 床面積：490.6m2
  - 第1展示室（116.7m2）
  - 第2展示室（116.7m2）

## 開館時間・休館日
開館時間
- 午前9時00分～午後5時00分

休館日
- 月曜日（月曜が祝祭日の場合はその翌日）
- 祝祭日の翌日
- 年末年始（12月28日から1月3日まで）

## 交通アクセス
- JR岐阜駅または名鉄岐阜駅からバスで約15分（岐阜バス「市内ループ左回り」「高富」「おぶさ」行などの長良橋経由路線）「岐阜公園・歴史博物館前」停留所下車、徒歩で約5分。
- 金華山ロープウェー 金華山麓駅の目の前。

## 周辺
- 岐阜公園
- 岐阜市歴史博物館